# 講談社X文庫ティーンズハート
講談社X文庫ティーンズハート（こうだんしゃエックスぶんこティーンズハート）は、講談社が発行していたライトノベル系・少女小説系の文庫レーベル。

## 概要
当初、講談社はタレント本やノベライズを中心とする講談社X文庫のレーベルを持っており、そのサブレーベルとして1987年に創設されたのがティーンズハートである。コバルト文庫（集英社）に比べてやや低めの年齢層をターゲットとし、改行を多用する読みやすい文体の作品が多かった。
その後、ティーンズハート以外の講談社X文庫はほとんど発刊されず、1991年のホワイトハート創設までは事実上、講談社X文庫＝ティーンズハートという状態が続いていた。
1980年代末から1990年代初頭にかけての少女小説ブームにあって、コバルト文庫やパレット文庫（小学館）とともにブームの絶頂を築き上げたレーベルである。統一されたピンク色の背表紙（1996年12月発売分より、ジャンル別に5色に変更）とともに、小中学生を中心とする女性を読者層として数多くの作品を発売した。
しかし少女小説ブームの収束とともに、読者の嗜好の変化に対応できず、発行点数・発行部数ともに激減してしまう。2000年11月には発売ペースを隔月に変更。末期は長期シリーズの続編を中心に細々と奇数月に数冊が発売されていたが、2006年3月に、継続中のシリーズを全て完結させて刊行が終了した。後年、コバルト文庫やパレット文庫が小説ジャンルや読者層の変遷を図った流れとは対照的に、廃刊まで一貫して少女小説を中心として扱っていたレーベルであった。

## 執筆者
（五十音順。著作10冊以上の作家を太字で表記）
| 筆名           | 備考 |
| -------------- | --- |
| 愛菜           | 花井愛子の別名義。 |
| 藍川晶子       | |
| 相川なぎさ     | |
| 相原夏希       | |
| 青山えりか     | |
| 秋野ひとみ     | レーベル最多の121作を刊行。創刊翌年の1988年から2006年の廃刊まで執筆。 代表作『つかまえて』シリーズ。 |
| あきば麦子     | |
| あさぎり夕     | 漫画家。 |
| 亜沙木るか     | |
| 麻生ゆう       | |
| 阿月ありあ     | |
| 雨宮沙織       | |
| あやせりこ     | 漫画家・あやせ理子の別名義（「ハートのしっぽ」など）。 |
| 飯田雪子       | イラストレーター兼業。 |
| 五十嵐優美子   | 漫画家・いがらしゆみこの別名義。 |
| 池田裕幾       | |
| 石井ゆうみ     | |
| 石井敏弘       | |
| 石野リホコ     | |
| 泉優二         | |
| 井出千昌       | |
| 伊東麻紀       | |
| 井上ほのか     | 代表作『アイドルは名探偵』シリーズ、『少年探偵セディ・エロル』シリーズ。 |
| 岩橋久梨江     | |
| 岩田麻里       | 歌手。 |
| 上田美和       | 漫画家。 |
| 内館牧子       | 脚本家。 |
| 浦根絵夢       | 花井愛子の別名義。 |
| 大江小夜       | |
| 大島暁美       | |
| 小川夏野       | |
| 奥井理帆       | |
| 小椋恵里子     | |
| 織田加絵       | |
| 小野不由美     | 代表作『悪霊』シリーズは後に改稿され、2010年よりメディアファクトリーにて再刊。 |
| 折原みと       | 1000万部を超えた3人のうちのの1人。代表作『時の輝き』は1995年に映画化。 他に『アナトゥール星伝』シリーズなど。 漫画家兼業。小説イラストもほぼ自分で手掛けている。 ブーム下ではアイドル的に売り出され、イメージアルバム『折原みと ティーンズハートコレクション』では自ら歌唱も担当している。 |
| 覚和歌子       | 作詞家。 |
| 風見潤         | 創刊翌年の1988年から2006年の廃刊まで執筆。代表作は『幽霊事件』シリーズ。 |
| 梶原葉月       | |
| 加藤実秋       | |
| 金子晴美       | |
| 鎌田絵里       | 後の鎌田れい（ライター・結婚相談所主宰）。 |
| かわちゆかり   | 漫画家。 |
| 川名香津美     | |
| 川村真澄       | 作詞家。 |
| 神崎あおい     | 代表作『ヨコハマ指輪物語』シリーズ。 |
| 神戸あやか     | 花井愛子の別名義。 |
| 菊池早苗       | |
| 北原なおみ     | 北原尚彦の別名義。 |
| 喜多嶋隆       | |
| 樹山まみ       | |
| 桐野まゆみ     | |
| 倉橋燿子       | 代表作『風を道しるべに…』シリーズ、『さようならこんにちは』シリーズ。 |
| くりた陸       | 漫画家。 |
| くれこゆう     | |
| 黒川裕也       | |
| 黒須まりや     | |
| 小池きよみ     | |
| 小泉まりえ     | |
| 小寺真理       | |
| 小林深雪       | ブーム下の1990年から2006年の廃刊まで執筆し、100作を刊行。1000万部を超えた3人のうちのの1人。 代表作は志保・沙保・果保／美保／真保シリーズなど。 |
| 今野いず美     | |
| 西条せつな     | |
| 佐伯瑞穂       | |
| 桜あずさ       | |
| 桜沢恵美       | |
| 五月祥子       | 別名義：沼五月（沼礼一との共著筆名） |
| 佐藤大         | 脚本家。 |
| 佐和みずえ     | |
| 沢嶋桂子       | |
| 沢木りょう     | |
| 如衣まりや     | |
| しおざわ千絵   | |
| 篠原まり       | |
| 芝風美子       | |
| しばた佑       | |
| 嶋田あずさ     | |
| 清水美季       | |
| 神保いずみ     | |
| 芹沢薫         | |
| 高岡みちしげ   | 創刊ラインナップの1人。 |
| 高木あや       | |
| 高橋ななを     | |
| 高林真夏       | |
| 竹河聖         | |
| 立花薫         | |
| 橘はな江       | |
| 橘もも         | |
| 田辺梨紗       | |
| 谷口恵美子     | |
| 谷脇もも       | |
| 知文圭         | 山中恒の別名義。 |
| つきしまりお   | |
| 月森花子       | |
| 月森ふたみ     | |
| 辻ともこ       | |
| 津月ひかる     | |
| 津原やすみ     | 後の津原泰水。代表作『あたしのエイリアン』シリーズ。 『ルピナス探偵団』シリーズは後に改稿され、2007年原書房より再刊。 |
| 直井さよこ     | |
| 中尾まり       | |
| 中島かほり     | |
| 中嶋理香       | |
| 中田早紀       | |
| なかつのりこ   | |
| 中原涼         | 代表作『アリス』シリーズは1998年、『アリスSOS』としてアニメ化。 |
| なつめ         | |
| 夏井瑶子       | |
| 奈月ゆう       | |
| 七瀬みしか     | |
| なぶらひみ     | |
| 萩原京子       | |
| 萩原麻里       | |
| 羽鳥あさの     | |
| 花井愛子       | 少女小説ブームの立役者。1000万部を超えた3人のうちのの1人。代表作は『山田ババアに花束を』など。「神戸あやか」「浦根絵夢」「愛菜」名義でも執筆。 |
| 馬場ゆみ       | |
| 林さわこ       | |
| 林葉直子       | 将棋の女流棋士（当時）。 代表作『とんでもポリス』（とんポリ）シリーズ、『キスだけじゃイヤ』シリーズ。 |
| 速水彩         | |
| 原田やよい     | |
| 原田梨花       | |
| 久木彩         | |
| 氷堂るびい     | |
| 平野文         | 声優。 |
| 藤けいこ       | |
| 古屋智子       | |
| フローレンス蘭 | |
| 星名アカネ     | |
| 星野りかこ     | |
| 牧村優         | 樋口明雄の別名義。 |
| 魔知           | |
| まついなつき   | 漫画家。 |
| 松岡やよい     | |
| 松本美緒       | 漫画家。 |
| 真野ともこ     | |
| 馬里邑れい     | |
| 実川朋子       | |
| 水木マリ       | |
| 水原沙里衣     | |
| 三田さくら     | |
| 皆川ゆか       | 代表作『八幡高校超常研報告』シリーズ（通称「ティー・パーティー」）、『運命のタロット』シリーズ。 |
| 宮崎しずか     | |
| 宮田いづみ     | |
| 宮原ゆう       | |
| みやもとじゅん | |
| 宮本りり子     | |
| 三好礼子       | 創刊ラインナップの1人。 |
| 萌木智佳       | |
| 森美樹         | |
| 森脇道         | 創刊ラインナップの1人。 |
| 森本由紀子     | |
| 矢崎麗夜       | |
| 矢沢翔         | 大森望の別名義。創刊ラインナップの1人。 |
| 矢島さら       | |
| 柳瑠美         | |
| 山田あゆみ     | |
| 弥生まゆ       | |
| ゆうき★みすず  | 代表作は『とラブるトリオ』シリーズ（通称「聞こえるシリーズ（〇〇が聞こえるシリーズ）」）。 別名義に鈴木裕美子（脚本家、『機動戦士Ζガンダム』など） |
| 夢乃愛子       | |
| ゆめもと杏奈   | |
| 吉田ちか       | 創刊ラインナップの1人。 |
| 芳村杏         | 漫画原作者（「超くせになりそう」など）。 |
| 若菜さはる     | |
| 若林真紀       | |

## 編集体制
ティーンズハートの編集部は当初、講談社において第三編集局企画部（以下「企画部」）と文芸局文芸図書第三出版部（いわゆる「文三」。以下「文芸局」）に分かれており、それぞれに動いていた。
文芸局に持ち込まれたジュニア文庫の企画が、企画部のX文庫に紹介されたことが発端と言われる。
以降、1992年に「文芸第四」として統合されるまで、毎月の刊行物は2つの編集部で分担して編集された。
後にティーンズハートについて回顧する発言の多い花井愛子、皆川ゆか、津原やすみ（津原泰水）はこの企画部の作家であり、現在知られている当時のティーンズハートの内部事情に関する情報は、主に企画部側のものである。
同じくティーンズハート出身として語られることの多い小野不由美や、男性であることを公にして執筆していた中原涼（#レーベルの特徴参照）は文芸局の作家である。花井、皆川はそれぞれに、この2つの編集部の作家に接点はなかったと証言している。

## 創刊と盛衰
この項の内容は主に、企画部の作家であった花井愛子、皆川ゆか、津原やすみ（津原泰水）の発言に基づく。
1984年、講談社X文庫創刊。ノベライズの文庫であった。
この立ち上げにコピーライターとして関わった花井愛子が、続けてここから刊行されるノベライズを受注、その伝手から新規企画ティーンズハートへの小説執筆を依頼された。
1986年初冬、既に第2回までのラインナップが決定していた時期である。
この時点での企画は「X文庫のブランドはそのままにして、ノベライズのほかに、オリジナルの小説をティーンズハートのサブブランド名でリリースしていく」というものであった。
1987年2月、ティーンズハートレーベル創刊。
矢沢翔名義でティーンズハートで二冊執筆した大森望曰く、ティーズハートは竹田将の持ち込み企画だった。
高岡みちしげ『ときめいてチャンピオン』、三好礼子『風より元気!!』、森脇道『少女探偵に明日はない』、矢沢翔『テルアキ : 風のチェッカーフラッグ』、吉田ちか『初恋♥スクーターロード』の5冊である。バイクやミステリを題材にした主に三人称の小説という、後のレーベルの傾向とは程遠いラインナップとなっている。
創刊2箇月のラインナップについて花井は「ターゲットの絞り込みがハンパ」「カバーのデザインが地味」だったと評価している。花井は、既に隆盛を極めていた集英社コバルト文庫の傾向と、当時並行して執筆していた少女漫画原作の経験を踏まえ、自著をプロデュースする。ターゲットはコバルト文庫と競合しない、「いままでマトモに活字の本を読んだことがない15歳中3少女」に設定された。
後に皆川は花井より、コバルト文庫に対しての二番手戦略だったと聞かされたという。
この戦略が当たり、またまもなく花井は複数ペンネームを使い分けることで刊行ペースを上げる。毎月の新刊の半数が花井の著作という状況となり、また他の作家もこの方向性に足並みを揃えることで、レーベルのカラーが定まった。
立ち上げから数箇月で急速なブームとなったことで早々に販売規模が拡大され、企画部は新刊点数の確保に難渋するようになる。
皆川のデビュー作は、6月の他編集部への原稿持ち込みから紹介、改稿を経て、9月には刊行されている。
1989年デビューの津原は、ライターとして所属していた事務所への「少女小説が書ける人はいないか？」との打診に応じて提出した冒頭13枚のサンプルがそのまま採用されデビュー作となった。
また秋野ひとみ、青山えりか、小林深雪は、企画部と縁のあったホットドッグプレスで執筆していたライターであった。
皆川は後にこの状況を、「持ち込みの新人やライターといった有象無象へ無理矢理書かせて、実戦投入」と表現している。
「粗製濫造」と評される状況である。

また、読書慣れしていない少女たちにも読みやすいものを目指した作品群は、時を経ずして読者層の年齢を押し下げた。
読者層は当初の中高生から小中学生へと移行し、編集方針も低年齢層に迎合するようになる。以降のレーベル低迷の要因として、この流れが指摘される。
読者層が購買力の低い低年齢層へと移ったことで、毎月の新刊が買い支えられなくなったとの指摘もある。
1991年頃のことであり、バブル崩壊に伴う出版不況も状況の悪化に拍車を掛けた。
以降レーベルは低迷を続け、徐々に刊行点数と発行頻度を落とし、2006年に廃刊となる。

## レーベルの特徴
広く認知された特徴として、ピンクの背表紙と少女漫画家による表紙イラスト、少女一人称によるラブストーリー、「ページの下半分がメモ帳」とも言われる極端な版面率の低さが挙げられる。
最盛期である1980年代終盤に刊行された作品の多くはこれに当てはまるが、レーベル最初期、また後期の作品には該当しないものも多い。

少女漫画読者に強く訴求する表紙と内容は、初期に看板作家となった花井愛子の作品傾向に他作家も追従したものである。
極端に改行の多い文体について花井は、児童書の基準を適用した用字の制約への対処、また当初並行して執筆していた少女漫画原作での経験を生かした、小説を読み慣れない読者のための可読性を高める工夫だったと語っている。
用字の制約については、花井の他、皆川ゆか、津原泰水も難渋したことをそれぞれに語っている。　
多くの作品は、用字の制約の影響もあり仮名の多い文体となっているが、極端に版面率の低いものは少ない。花井の著作においても、1990年に入る頃から改行が減少している。
少女による一人称という形式は不文律であったと言われるが、少数ではあるが三人称の作品や少年を主人公とした作品も刊行されている。

背表紙の色は創刊からピンクに統一されていたが、1996年12月にリニューアルされ、ジャンル別の4色となった。
この際、作品内容についても幅を広げる方針が、次のように告知された。
「ピンクは、いままでどおりティーンズのラブストーリーがメイン。グリーンは、ミステリー、ホラー、ファンタジーなどのエンタテインメント。レッドは、“ピンクのラブストーリーはもう卒業”という女のコのための新シリーズ。オレンジは、楽しい実用です」。
以降は、1996年以前に刊行された作品の再版においてもジャンル別の色分けが為された。
秋野ひとみ『つかまえて』シリーズ、小野不由美『悪霊』シリーズ、皆川ゆか『運命のタロット』シリーズなどはこの際にグリーンへと区分されている。

また、男性作家は性別を明かさない編集方針が存在したことが知られている。
この方針を適用された例として知られるのは、企画部の作家であった津原やすみ（後の津原泰水）、北原なおみ（北原尚彦）などである。
これに対し、中原涼や風見潤は男性であることを明かした上で執筆していたが、彼らは文芸局の作家であった（#編集体制参照）。

花井が参入する以前のレーベル最初期に刊行された作品は、そもそもターゲットが少女に絞られておらず、上記の特徴には全て当てはまらない。

## 略年表
レーベルの盛衰に関わる代表的な出来事に、主要な情報源である花井愛子、皆川ゆか、津原やすみの動向を示す出来事を加える。
| 時期       | 出来事 |
| ---------- | --- |
| 1984年     | 講談社X文庫創刊。 |
| 1986年初冬 | 企画部より、花井愛子に執筆依頼。 |
| 1987年2月  | ティーンズハート創刊。 |
| 1987年3月  | 第2回配本。 |
| 1987年4月  | 第3回配本。花井愛子デビュー作『一週間のオリーブ』を含む。                                                                                            |
| 1987年5月  | 第4回配本。花井愛子第2作『山田ババアに花束を』、別名義「神戸あやか」デビュー作を含む。花井は以降翌年まで、名義を使い分けて毎月複数の新刊を上梓する。 |
| 1987年3月  | 中原涼のティーンズハートでの最初の著作『受験の国のアリス』刊行。                                                                                     |
| 1987年6月  | 皆川ゆか、講談社出版研究所に小説原稿を持ち込み。企画部への紹介を受ける。この時点で既に、企画部は毎月の新刊点数の確保に難渋している。                 |
| 1987年9月  | 皆川ゆかデビュー作『ぱらどっくすティー・パーティー』刊行。                                                                                           |
| 1987年10月 | 神崎あおいデビュー作『Catch me!!幽霊くん』刊行。 |
| 1988年     | 学校読書調査において中学2・3年女子の上位作品の過半数を花井愛子の著作が占める。この年だけの現象。                                                     |
| 1988年2月  | 折原みとのティーンズハートでの最初の著作『夢みるように、愛したい』、倉橋燿子デビュー作『スウィート・リトル・ダーリン』刊行。                         |
| 1988年3月  | 林葉直子デビュー作『とんでもポリスは恋泥棒』刊行。                                                                                                   |
| 1988年6月  | 秋野ひとみデビュー作『夕暮れどきにつかまえて』刊行。                                                                                                 |
| 1988年7月  | 風見潤のティーンズハートでの最初の著作『清里幽霊事件』刊行。                                                                                         |
| 1988年9月  | 小野不由美デビュー作『バースデイ・イブは眠れない』刊行。                                                                                             |
| 1988年12月 | 花井愛子の複数名義による最後の著作が刊行。以降花井は刊行速度を落とし、数年でティーンズハートからフェードアウトする。                                 |
| 1989年     | 学校読書調査において花井愛子に替わり、同じティーンズハートの倉橋燿子、折原みとの著作が上位を占める。                                                 |
| 1989年頃   | 少女小説ブーム。他社より競合レーベルの創刊が相次ぐ。                                                                                                 |
| 1989年4月  | 津原やすみデビュー作『星からきたボーイフレンド』刊行。                                                                                               |
| 1990年11月 | 小林深雪デビュー作『ガールフレンドになりたい!!』刊行。                                                                                               |
| 1991年1月  | 折原みと『時の輝き』刊行。 |
| 1991年頃   | 読者層の低年齢化、バブル崩壊による出版不況を受け、売り上げが低迷。                                                                                   |
| 1991年4月  | 姉妹レーベルホワイトハート創刊。読者層の低年齢化を受け、年齢層の高い作品を別レーベルとして切り離した。                                               |
| 1992年夏   | 文芸第三と三局企画部に分かれていた編集部が「文芸第四」として統合。                                                                                   |
| 1993年頃   | 「読者層はだんだん下がってきて、中学一年生が主体」との編集部の発言。                                                                                 |
| 1995年3月  | 折原みと『時の輝き』映画化。 |
| 1996年8月  | 花井愛子『ボクがいる』刊行。以降2002年まで花井はティーンズハートを離れている。                                                                       |
| 1996年12月 | 津原やすみのティーンズハートでの最後の著作『ささやきは魔法』刊行。                                                                                   |
| 1996年12月 | （1997年1月度の繰り上げ刊行）大幅リニューアル。 |
| 2002年5月  | 花井愛子、数年ぶりの新作『カレシと夜明けまで』刊行。                                                                                                 |
| 2003年5月  | 花井愛子のティーンズハートでの最後の著作（愛菜名義）『天使の砂時計』刊行。                                                                           |
| 2004年7月  | 皆川ゆかのティーンズハートでの最後の著作『《世界》。』刊行。                                                                                         |
| 2006年3月  | ティーンズハートレーベルからの最後の刊行。 |

## 映像化
| 作品                     | 放送年 | アニメーション制作 | 備考 |
| ------------------------ | ------ | ------------------ | ---- |
| アリスシリーズ（アニメ） | 1998年 | J.C.STAFF          |      |
| 悪霊シリーズ             | 2006年 | J.C.STAFF          |      |

| 作品               | 公開年 | 制作            | 備考 |
| ------------------ | ------ | --------------- | ---- |
| 真夜中を駆けぬける | 1993年 | ABC、共同テレビ |      |

| 作品               | 公開年 | 配給 | 備考 |
| ------------------ | ------ | ---- | ---- |
| 山田ババアに花束を | 1990年 | 東宝 |      |
| 時の輝き           | 1995年 | 松竹 |      |